# Oslen Krivodol, Vrața
Oslen Krivodol (în bulgară Ослен Криводол) este un sat în comuna Mezdra, regiunea Vrața,  Bulgaria. 

## Demografie
Componența etnică a satului Oslen Krivodol
     Romi (9,62%)
     Bulgari (88,88%)
     Nicio identificare (1,48%)
     Altele (0%)
La recensământul din 2011, populația satului Oslen Krivodol era de 135 locuitori. Din punct de vedere etnic, majoritatea locuitorilor (88,88%) erau bulgari, cu o minoritate de romi (9,62%). Pentru 1,48% din locuitori nu este cunoscută apartenența etnică.